# Liste der Baudenkmale im Landkreis Emsland
Die Liste der Baudenkmale im Landkreis Emsland enthält die nach dem Niedersächsischen Denkmalschutzgesetz geschützten Baudenkmale im niedersächsischen Landkreis Emsland. 
Der Übersicht und Länge halber ist die Liste nach den Städten und Gemeinden des Landkreises separiert. Diese Einteilung findet sich in der folgenden Tabelle, in der zu jedem Eintrag, soweit möglich, ein exemplarisches Foto eines Baudenkmals aus der jeweiligen Stadt oder Gemeinde zu finden ist.
| Bild | Stadt/Gemeinde    | Karte | Liste                                                          | Ortsteile |
| ---- | ----------------- | ----- | -------------------------------------------------------------- | --------- |
|      | Andervenne        |       | Liste der Baudenkmale in Andervenne                            |           |
|      | Bawinkel          |       | Liste der Baudenkmale in Bawinkel                              |           |
|      | Beesten           |       | Liste der Baudenkmale in Beesten                               |           |
|      | Bockhorst         |       | Liste der Baudenkmale in Bockhorst                             |           |
|      | Börger            |       | Liste der Baudenkmale in Börger                                |           |
|      | Breddenberg       |       | Liste der Baudenkmale in Breddenberg                           |           |
|      | Dersum            |       | Liste der Baudenkmale in Dersum                                |           |
|      | Dohren            |       | Liste der Baudenkmale in Dohren (Emsland)                      |           |
|      | Dörpen            |       | Liste der Baudenkmale in Dörpen                                |           |
|      | Emsbüren          |       | Liste der Baudenkmale in Emsbüren                              |           |
|      | Esterwegen        |       | Liste der Baudenkmale in Esterwegen                            |           |
|      | Freren            |       | Liste der Baudenkmale in Freren                                |           |
|      | Fresenburg        |       | Liste der Baudenkmale in Fresenburg                            |           |
|      | Geeste            |       | Liste der Baudenkmale in Geeste                                |           |
|      | Gersten           |       | Liste der Baudenkmale in Gersten                               |           |
|      | Groß Berßen       |       | Liste der Baudenkmale in Groß Berßen                           |           |
|      | Handrup           |       | Liste der Baudenkmale in Handrup                               |           |
|      | Haren (Ems)       |       | Liste der Baudenkmale in Haren (Ems)                           |           |
|      | Haselünne         |       | Liste der Baudenkmale in Haselünne                             |           |
|      | Heede             |       | Liste der Baudenkmale in Heede (Emsland)                       |           |
|      | Herzlake          |       | Liste der Baudenkmale in Herzlake                              |           |
|      | Hilkenbrook       |       | In der Gemeinde Hilkenbrook sind keine Baudenkmale ausgewiesen |           |
|      | Hüven             |       | Liste der Baudenkmale in Hüven                                 |           |
|      | Klein Berßen      |       | Liste der Baudenkmale in Klein Berßen                          |           |
|      | Kluse             |       | Liste der Baudenkmale in Kluse (Emsland)                       |           |
|      | Lähden            |       | Liste der Baudenkmale in Lähden                                |           |
|      | Lahn              |       | Liste der Baudenkmale in Lahn (Hümmling)                       |           |
|      | Langen            |       | Liste der Baudenkmale in Langen (Emsland)                      |           |
|      | Lathen            |       | Liste der Baudenkmale in Lathen                                |           |
|      | Lehe              |       | Liste der Baudenkmale in Lehe (Emsland)                        |           |
|      | Lengerich         |       | Liste der Baudenkmale in Lengerich (Emsland)                   |           |
|      | Lingen (Ems)      |       | Liste der Baudenkmale in Lingen (Ems)                          |           |
|      | Lorup             |       | Liste der Baudenkmale in Lorup                                 |           |
|      | Lünne             |       | Liste der Baudenkmale in Lünne                                 |           |
|      | Meppen            |       | Liste der Baudenkmale in Meppen                                |           |
|      | Messingen         |       | Liste der Baudenkmale in Messingen                             |           |
|      | Neubörger         |       | Liste der Baudenkmale in Neubörger                             |           |
|      | Neulehe           |       | In der Gemeinde Neulehe sind keine Baudenkmale ausgewiesen     |           |
|      | Niederlangen      |       | Liste der Baudenkmale in Niederlangen                          |           |
|      | Oberlangen        |       | Liste der Baudenkmale in Oberlangen                            |           |
|      | Papenburg         |       | Liste der Baudenkmale in Papenburg                             |           |
|      | Rastdorf          |       | Liste der Baudenkmale in Rastdorf                              |           |
|      | Renkenberge       |       | Liste der Baudenkmale in Renkenberge                           |           |
|      | Rhede (Ems)       |       | Liste der Baudenkmale in Rhede (Ems)                           |           |
|      | Salzbergen        |       | Liste der Baudenkmale in Salzbergen                            |           |
|      | Schapen           |       | Liste der Baudenkmale in Schapen                               |           |
|      | Sögel             |       | Liste der Baudenkmale in Sögel                                 |           |
|      | Spahnharrenstätte |       | Liste der Baudenkmale in Spahnharrenstätte                     |           |
|      | Spelle            |       | Liste der Baudenkmale in Spelle                                |           |
|      | Stavern           |       | Liste der Baudenkmale in Stavern                               |           |
|      | Surwold           |       | Liste der Baudenkmale in Surwold                               |           |
|      | Sustrum           |       | Liste der Baudenkmale in Sustrum                               |           |
|      | Thuine            |       | Liste der Baudenkmale in Thuine                                |           |
|      | Twist             |       | Liste der Baudenkmale in Twist (Emsland)                       |           |
|      | Vrees             |       | Liste der Baudenkmale in Vrees                                 |           |
|      | Walchum           |       | Liste der Baudenkmale in Walchum                               |           |
|      | Werlte            |       | Liste der Baudenkmale in Werlte                                |           |
|      | Werpeloh          |       | Liste der Baudenkmale in Werpeloh                              |           |
|      | Wettrup           |       | Liste der Baudenkmale in Wettrup                               |           |
|      | Wippingen         |       | Liste der Baudenkmale in Wippingen                             |           |